# Rebecca Jasontek
Rebecca Jasontek, född den 26 februari 1975 i Cincinnati, Ohio, är en amerikansk konstsimmare.
Hon tog OS-brons i lagtävlingen i konstsim i samband med de olympiska konstsimstävlingarna 2004 i Aten.